# Анна Валайе-Костер
Анна Валайе-Костер (21 грудня 1744 — 28 лютого 1818) — видатна французька художниця XVIII століття, найбільш відома своїми натюрмортами. Вона здобула славу та визнання дуже рано, коли була прийнята до Королівської академії живопису та скульптури у 1770 році, у віці 26 років.
Попри низький статус натюрморту в той час, високорозвинені навички Валайе-Костер, особливо в зображенні квітів, незабаром привернули до неї велику увагу колекціонерів та інших художників. Її «ранній талант і захоплені відгуки» привернули до неї увагу двору, де Марія Антуанетта виявляла особливий інтерес до картин Валайе-Костер.
Її життя було рішуче приватним, гідним і працьовитим. Вона пережила кровопролиття часів правління терору, але падіння французької монархії, яка була її головним покровителем, призвело до занепаду її репутації.
Окрім натюрмортів, вона писала портрети та жанрові картини, але через обмеження, накладені на жінок у той час, її успіх у фігурному живописі був обмеженим.

## Твори

### Стиль і техніка
Анна Валайе-Костер працювала переважно в різновидах натюрморту, що склалися протягом XVII—XVIII ст.. Традиційна мораль забороняла жінкам-художницям малювати з оголеної моделі, що було необхідною основою для вищих жанрів. Тому натюрморт, який вважався найменш інтелектуальним жанром і найнижчим в академічній ієрархії, вважався відповідною темою для жінок-художниць. Змирившись із цим обмеженням заради вступу до академії, головного каналу королівського покровительства, Валайе-Костер присвятила натюрморту свої неабиякі технічні здібності, створивши роботи беззаперечної серйозності та справжнього візуального інтересу.
Більшість своїх картин Валайе-Костер писала олією на полотні. Вона досягала великої правдоподібності у зображенні матеріалів і текстур за допомогою точних, тонко змішаних мазків пензля. За словами мистецтвознавиці Маріанни Ролан Мішель, саме «сміливі, декоративні лінії її композицій, багатство кольорів і імітованих текстур, а також досягнення ілюзіонізму, які вона здобула у зображенні найрізноманітніших об'єктів, як природних, так і штучних», привернули увагу Королівської академії та численних колекціонерів, які купували її картини. Така взаємодія між мистецтвом і природою була досить поширеною в голландському, фламандському та французькому натюрморті. У її роботах відчувається явний вплив Жана-Батіста-Сімеона Шардена, а також голландських майстрів XVII століття, чиї роботи цінувалися набагато вище, але те, що вирізняло стиль Валлеєр-Костер на тлі інших натюрмортів, — це її унікальний спосіб поєднання репрезентативного ілюзіонізму з декоративними композиційними структурами. Її метою було надати величі всьому, що вона малювала; таким чином вона створювала додаткове відчуття стабільності та повноти. Критик Джон Хабер, який описує її творчість як позбавлену внутрішності, каже, що солідність і заспокійлива матеріальність її композицій приваблювала елітних банкірів і аристократів, які могли оцінити її зображення «контрастних шпону різних порід дерева» або «екстравагантну колекцію коралів і мушель, речей, на створення яких пішли роки, і які слугуватимуть ще не одне десятиліття».

## Галерея

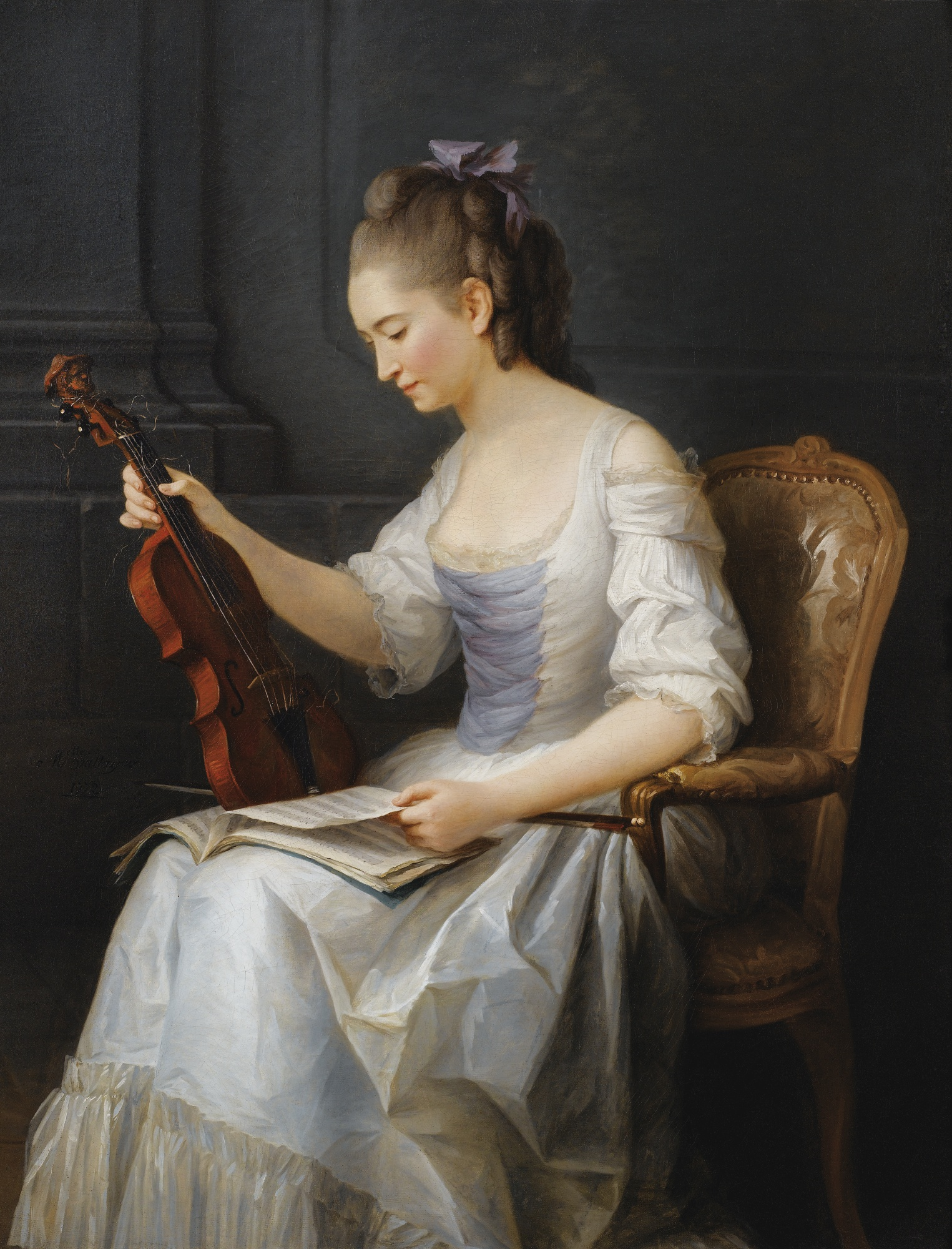
Портрет скрипальки, 1773
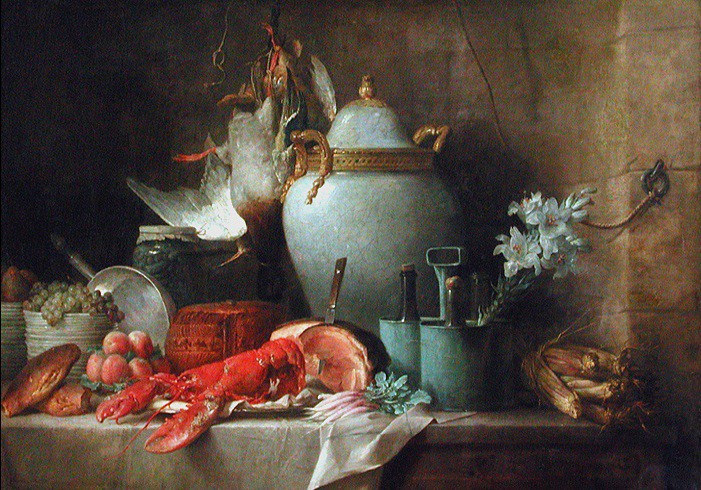
Ваза, лобстер, фрукти й гра, 1817
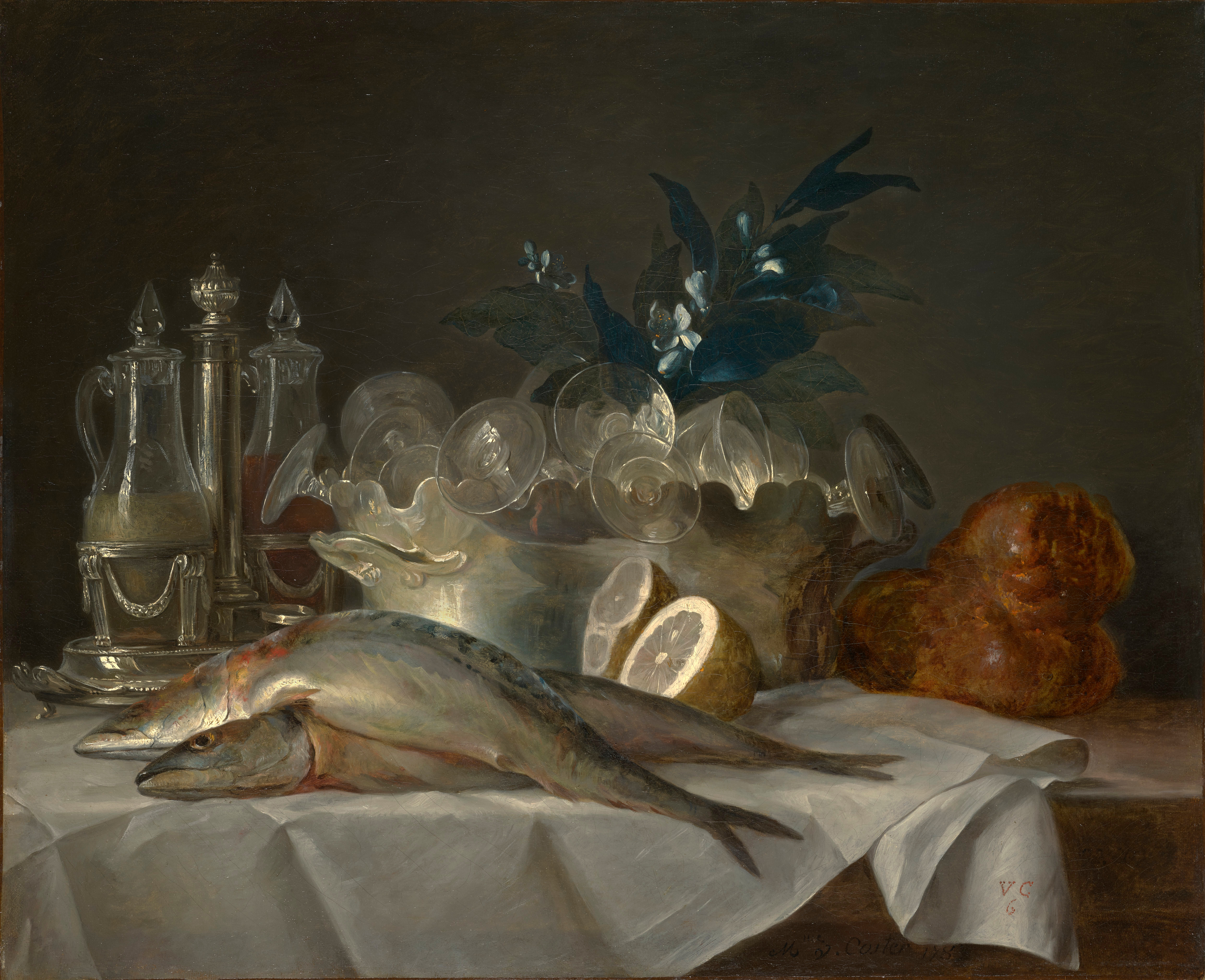
Натюрморт зі скумбрією, 1787
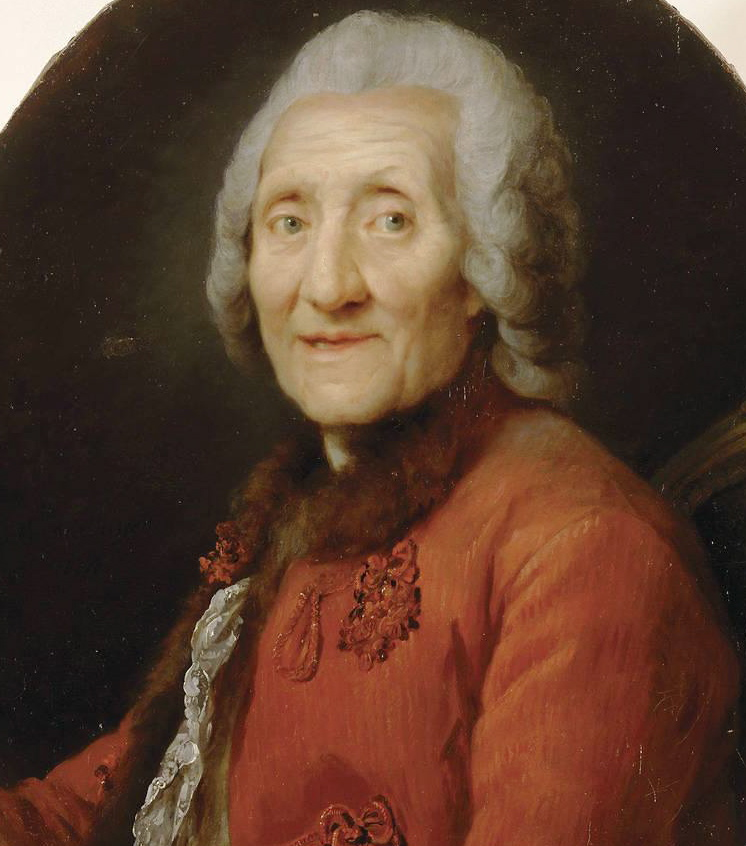
Жозеф-Шарль Реттьє, 1777
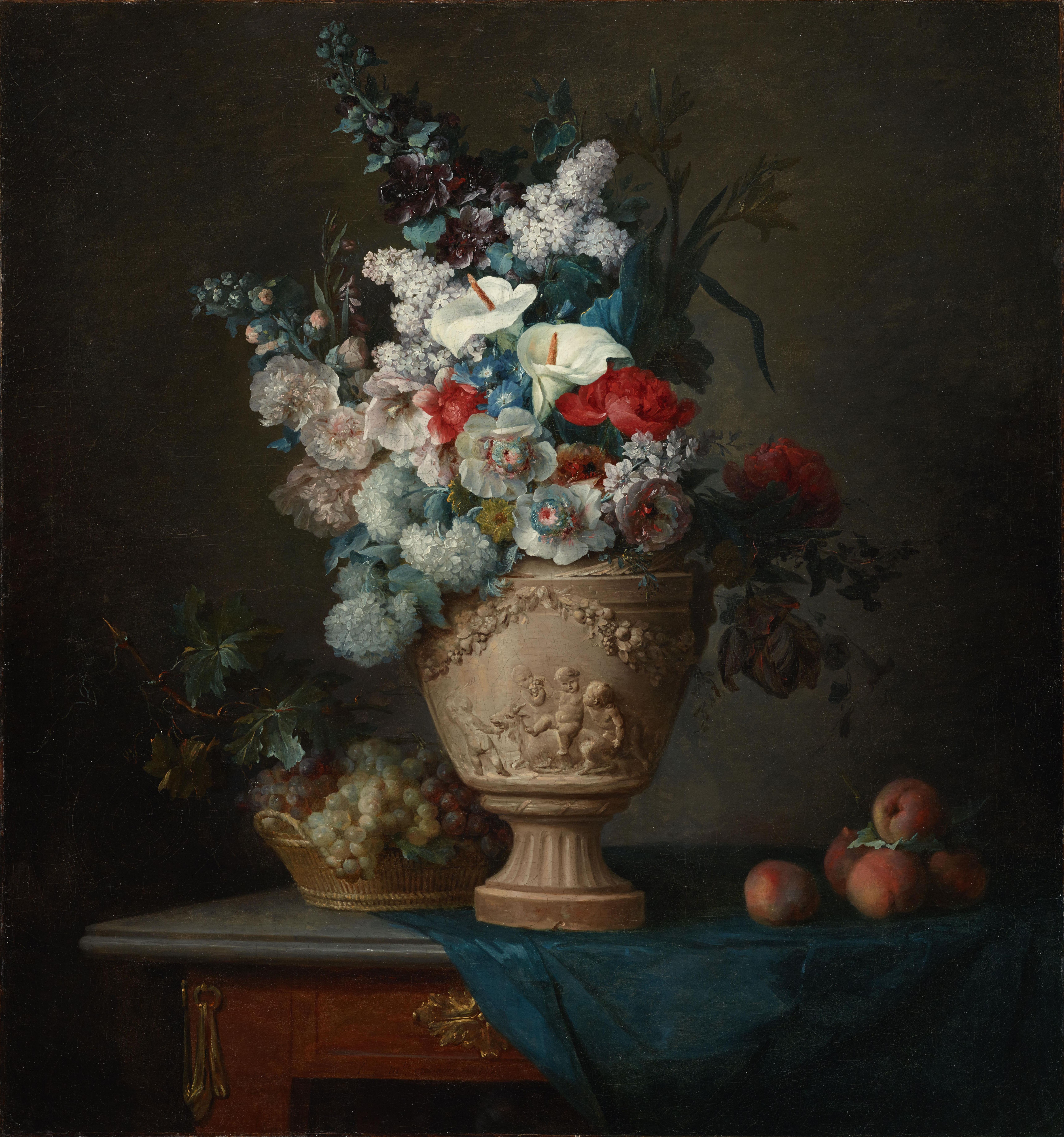
Букет квітів у теракотовій вазі з персиками та виноградом, 1776
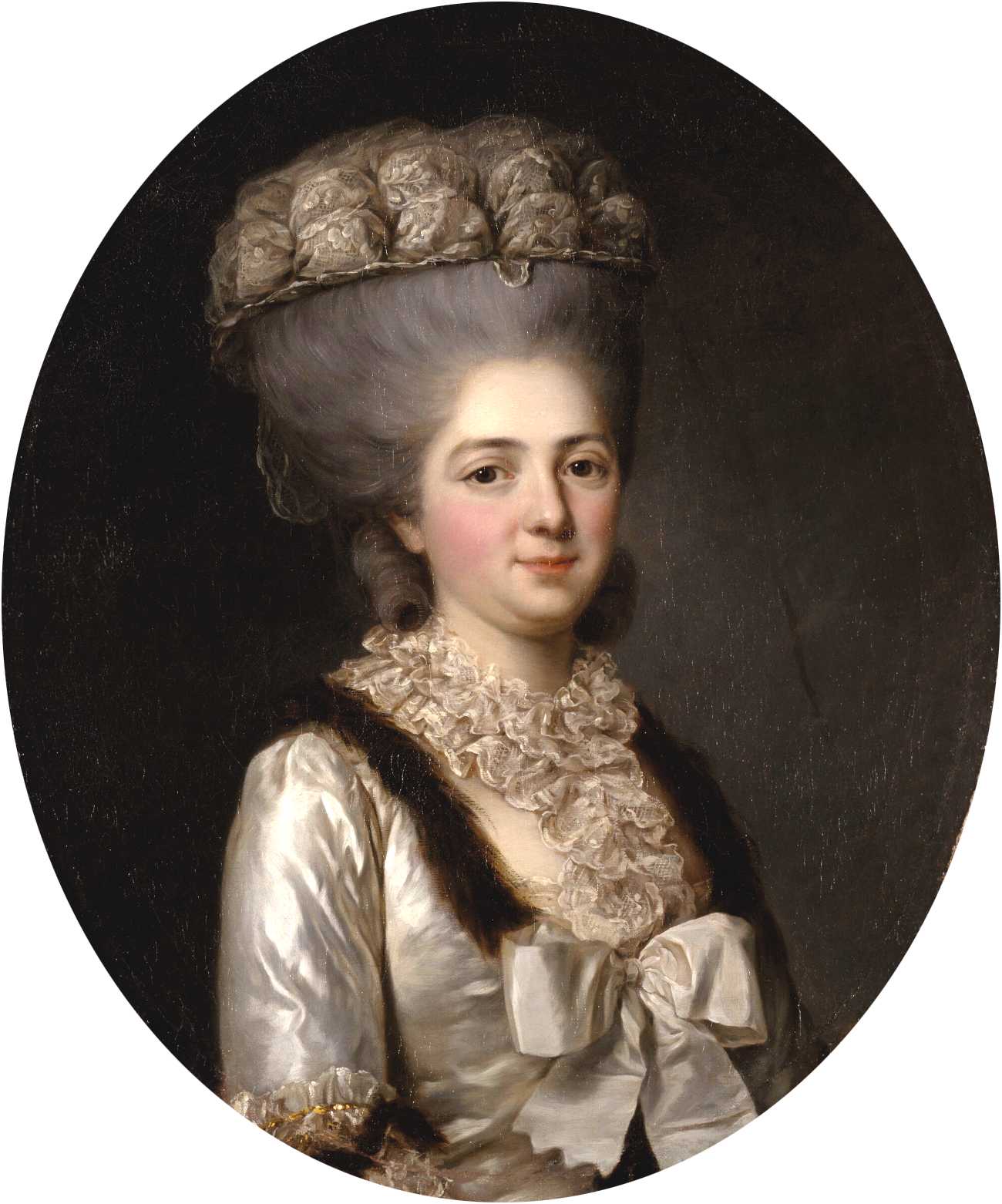
Вікторія Французька, 1779—1781